# Suzanne Lipinska
Suzanne Lipinska, née le 19 janvier 1928 à Jette (Belgique) et morte le 30 septembre 2022 à Saint-Aubin-lès-Elbeuf, est une personnalité du monde artistique français, fondatrice et directrice de la résidence d'artistes du Moulin d'Andé.

## Biographie
Suzanne Lipinska nait le 19 janvier 1928.
Durant les années 1950, elle fréquente les milieux musicaux et littéraires parisiens. Elle assiste notamment au premier congrès des artistes et écrivains noirs à la Sorbonne.
Elle reçoit le moulin d'Andé en cadeau de mariage de son père en 1949. Elle s'y installe en 1956. Elle est rejointe par l'écrivain Maurice Pons, qui y emménage également. Ils y font venir leurs cercles d'amis artistes. Viennent travailler au moulin de jeunes réalisateurs de la Nouvelle Vague, tels qu'Alain Cavalier, Louis Malle ou Francois Truffaut, qui y tourne des scènes des Quatre cents coups et de Jules et Jim.  Viennent, également, des écrivains, dont le dramaturge Eugène Ionesco, les poètes René Depestre et Richard Wright, l'essayiste Jean Lacouture, ou le romancier Georges Perec qui y écrit La Disparition. Y séjournent plus récemment le romancier Patrick Rambaud ou l'acteur Denis Lavant.
Elle rénove et agrandit les bâtiments, et accueille dans le domaine des artistes en résidence, ainsi que des spectacles et des concerts.
Elle meurt le 30 septembre 2022.

## Vie privée
Suzanne Lipinska entretient en 1968 et 1969 une brève relation avec Georges Perec, à laquelle elle met fin, ce qui attriste profondément le romancier. Perec lui offre le manuscrit de La Disparition en 1970. Elle envisage des années plus tard de le vendre pour renflouer financièrement le Moulin d'Andé, ce qui, au final, ne sera pas fait de son vivant.
Après sa mort, son petit-fils met en vente le manuscrit et des lettres de l'écrivain pour restaurer le moulin. Mais la vente d'un carnet de Perec, contenant des dessins et des écrits intimes, est contestée en justice par les héritières de l'auteur, qui en revendiquent la propriété.
En plus du moulin d'Andé, Suzanne Lipinska habite un logement sur l'Île Saint-Louis, à Paris.

## Distinctions
- Commandeur de l'ordre des Arts et des Lettres[5]
- Officier de la Légion d'honneur (2020)[5],[9]